# The Elephant Man's Alarm Clock
Albums de Buckethead
Inbred Mountain
(2005) Crime Slunk Scene
(2006)
The Elephant Man's Alarm Clock est le 17e album par Buckethead, sorti le 17 février 2006 lors des concerts et officiellement le 8 mai 2006. Comme l'album Crime Slunk Scene, il est tombé en manque d'exemplaires au début de février 2012 et doit encore être réimprimé.

## Liste des pistes
Toutes les chansons sont écrites et composées par Buckethead et Dan Monti.
| 1.    | Thai Fighter Swarm                                           | 2:32  |
| 2.    | Final Wars                                                   | 4:08  |
| 3.    | Baseball Furies                                              | 2:38  |
| 4.    | Elephant Man's Alarm Clock                                   | 3:21  |
| 5.    | Lurker at the Threshold Part 1 (Inspiré par H. P. Lovecraft) | 3:51  |
| 6.    | Lurker at the Threshold Part 2                               | 2:05  |
| 7.    | Lurker at the Threshold Part 3                               | 2:12  |
| 8.    | Lurker at the Threshold Part 4                               | 1:31  |
| 9.    | Oakridge Cake (Hommage à Kool Keith)                         | 3:28  |
| 10.   | Gigan                                                        | 2:29  |
| 11.   | Droid Assembly                                               | 3:14  |
| 12.   | Bird with a Hole in the Stomach                              | 4:47  |
| 13.   | Fizzy Lipton Drinks                                          | 10:58 |
| 47:14 |                                                              |       |

### Remarques
- Les pistes #5 à #8 «Lurker at the Threshold», sont un hommage au livre du même nom par H.P. Lovecraft. Lorsque jointes, le temps total de ces pistes est de 9:38.
- Des portions de la piste #10 «Gigan» apparaissent sur la piste «At Any Cost» de l'album Living on Another Frequency de Science Faxtion. De plus, la piste rythmique de «Gigan» fut réutilisée sur l'album Forensic Follies sorti en 2009.

- La piste #13 «Fizzy Lipton Drinks», est une référence aux «Fizzy-Lifting Drinks» du film de 1971 Willy Wonka & the Chocolate Factory. FLD se termine vers 3:14 et laisse place à un silence qui dure jusqu'à 6:16 qui lui cède la place à une piste caché (hidden track) inconnue et qui se poursuit jusqu'à la fin de l'album.
- L'album en soit est un album uniquement instrumental (commun chez Buckethead). Cependant, un fait intéressant est qu'à environ 3:45 de la piste #12 «Bird With a Hole in the Stomach», Bootsy Collins peut être entendu en bruit de fond criant : « Hit me! ». Ce sont les seules paroles sur l'album. Ce même extrait audible de Bootsy Collins peut être retrouvé sur la piste «Digger's Den» de l'album Bucketheadland 2.